# Grupo PHW
Grupo PHW / Lohmann & Co. AG es el mayor criador y procesador de aves de corral alemán, así como una de las compañías más grandes en la industria alimentaria alemana (clasificada en el puesto 30 entre los mayores proveedores del comercio minorista de alimentos alemán, a partir del año 2005/06) y, por lo tanto, también una de las compañías más importantes en Baja Sajonia. El Grupo PHW faena aproximadamente 4.5 millones de aves por semana. Además, el Grupo PHW es también un proveedor líder de alimentación y vacunas para los animales. 
Marcas conocidas son Wiesenhof (líder del mercado en carne de aves de corral en Alemania) y Bruzzzler (salchichas de pollo). La sede del grupo queda en Rechterfeld en el distrito de Visbek. 
Las ventas consolidadas y ajustadas del Grupo PHW rondan los 2.500 millones de euros (ejercicio fiscal 2016/2017), de las cuales solo la unidad de negocio Wiesenhof genera ventas de alrededor de 1.400 millones de euros. Alrededor de 6.800 empleados trabajan para el Grupo PHW.

## Estructura

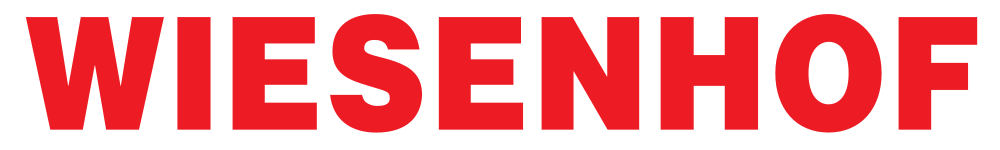
"Wiesenhof"

El Grupo PHW consta (a partir de febrero de 2008) con más de 40 empresas individuales en tres divisiones:
- Reproducción y Producción Avícola / Productos Cárnicos Avícolas
- Alimentación Animal / Aditivos Alimentarios Animales / Vacunas para Animales
- Suplementos dietéticos y aditivos alimentarios.

El grupo de empresas (además de numerosas empresas de inversión y gestión) incluye, entre otros: 
- - Primero Paul-Heinz Wesjohann GmbH   & Co. KG (Rechterfeld)
  - Segunda Paul-Heinz Wesjohann GmbH   & Co. KG (Rechterfeld)
- Nutrición animal MEGA (sede Visbek, sitios de producción Haldensleben, Rechterfeld, Cloppenburg, Straubing, Eberswalde): alimentación animal
- Nutrilo (ubicación Cuxhaven): suplemento dietético (v.   a. Preparaciones de vitaminas), aditivos alimentarios (v.   a. Antioxidantes)
- Wiesenhof Geflügel-Kontor GmbH (Visbek): alrededor de 700 criaderos como proveedores, ocho Faenadoras, tres centros logísticos (Rietberg, Hadamar, Mannheim) 
  - Wiesenhof International Holding GmbH (Visbek-Rechterfeld)

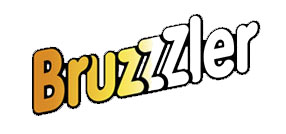
El logo de Bruzzzler

  -  El logo de Bruzzzler  Wiesenhof Geflügelspezialitäten Beteiligungs GmbH (Holte bei Wietzen y Lohne, la ubicación Holte / Wietzen estará cerrada en 2019)
  - Wiesenhof Geflügelwurst GmbH   & Co. KG (Rietberg)
  - Wiesenhof Gastroservice GmbH   & Co. KG (Lohne): servicio al consumidor mayorista
  - Allfein Feinkost GmbH   & Co. KG (Lohne y sucursal en Zerbst)
  - Geestland Putenspezialitäten GmbH   & Co. KG (Wildeshausen): productos de Pavo
  - Wiesenhof Poultry Möckern GmbH (Möckern)
  - Märkische Geflügelhof-Spezialitäten GmbH (Niederlehme)
  - Especialidades avícolas Wiesenhof (Weilheim an der Teck)
  - Faenadora aves de corral (Bogen (Baja Baviera))
  - Especialidades premium de Frischland (Bogen (Baja Baviera))
  - Kommanditgesellschaft Jungmastgeflügelerzeuger GmbH   & Co. (Rechterfeld)
  - Wiesenhof Entenpezialitäten GmbH   & Co. KG (Grimme, Bad Belzig y Neutrebbin): productos de pato
  - Duck-Tec hatchery GmbH (Grimme, Bad Belzig y Wriezen)
- Vibalogics GmbH (Cuxhaven): investigación, desarrollo de procesos de producción de agentes inmunológicos y biológicos para medicina veterinaria y humana. Cooperación mundial.
- GePro poultry protein GmbH   & Co. KG (Diepholz), desde finales del 2005 con oficina de ventas en Bangkok : eliminación de despojos de aves de corral ("subproductos de aves de corral", materiales de categoría III según el Reglamento de la UE 1774/2002), o transformación en productos de proteínas y grasas, y potenciadores del sabor para alimentación de mascotas, peces y pieles, piensos compuestos, fertilizantes y otros. Ventas a nivel mundial. Marcas: "Trigarol", "AquaTrac", biocombustible "SP-Power".
- PetCom Animal Nutrition GmbH   & Co. KG (Minden, compañía sucesora del sitio de producción Minden de Heibo GmbH ), subsidiaria de GePro : producción por contrato de mezclas secas para la industria de alimentos para mascotas
- Cinco criaderos (producen alrededor de 230 millones de pollos por año): 
  - Criadero de BWE Weser-Ems (Rechterfeld)
  - Criadero Sur (Regenstauf)
  - Geflügelhof Möckern (Möckern)
  - Märkischer Geflügelhof (Ketzin)
  - DUCK-TEC hatchery GmbH (cría y cría de patos).
- Participaciones extranjeras: 
  - Drobimex (Szczecin, Polonia: uno de los mayores criadores y procesadores de aves de corral, produce 50.000 toneladas anuales)
  - Bomadek (Trzebiechów, Polonia, faenadora de pavos y planta de procesamiento, produce 21,000 toneladas anuales)
- GEKA fresh + frost Handels GmbH   & Co. KG (Visbek-Rechterfeld): Marca registrada "Bauernglück Deutsches Qualitätsgeflügel" (Aldi-Nord)

## Historia

### Desde 1932 hasta la división
En 1932, Paul Wesjohann (1905-1989) fundó en Rechterfeld un criadero avícola comercial y, de forma independiente, Heinz Lohmann (1901-1975) en Cuxhaven, fundó la fábrica de harina de pescado alemana (Deutsche Fischmehlfabrik). Después de la Segunda Guerra Mundial, ambos tuvieron que reconstruir sus negocios y Paul Wesjohann concentró su negocio cada vez más en la avicultura. 
La idea decisiva de negocio para la cría de aves de corral provino de los EE. UU., donde el criador de aves de corral Frederick S. Nichols desde 1943 había criado y cruzado pollos de engorde para un mayor rendimiento de carne posible ,a través de experimentos sistemáticos de cruzamiento. Las aves de alto rendimiento de Nichols alcanzaron su peso de sacrificio de 1.000 gramos en solo 54 días. Lohmann adquirió la licencia para Europa e hizo volar desde los EE. UU., las primeras cepas de cría para establecer sus propios rebaños de padres. Sobre esta base, Lohmann, pudo en 1956, traer al mercado alemán la primera marca comercial de pollos "Goldhähnchen". En 1965, Lohmann abrió una oficina avícola en Frankfurt am Main y creó la marca "Wiesenhof". 
En 1965, Lohmann y Wesjohann fundaron el criadero de pollos de engorde en Rechterfeld, actual criadero Weser-Ems GmbH&Co. KG (BWE). Ya en el primer año comercial alcanzó una facturación de 20 Millones de marcos alemanes. En 1965, los dos hijos de Paul Wesjohann, Paul-Heinz y Erich, asumieron puestos directivos allí. 
En 1966 Lohmann fundó su segunda planta de incubación en la ciudad de Regenstauf (Baviera). En 1967 se fundó "Nutrición Animal Lohmann", y en 1968, se fundó "TAD Pharma" (ambos en Cuxhaven), ambas en 1970 pasaron a pertenecer al grupo recién formado "Lohmann & Co. AG". En el mismo año, se formó Paul Wesjohann & Co. GmbH en Rechterfeld. En 1972, Wesjohann se involucró con las Faenadoras en Holte y Lohne y fundó en Rechterfeld la compañía de alimento animal MEGA. En 1978, ambos invirtieron en empresas agrícolas estadounidenses.
En 1982, Lohmann fundó "Allfine" y desarrolló productos de conveniencia (Platos preparados, Productos Procesados y Elaborados), seguido en 1984 por "Nutrilo" para la producción de suplementos nutricionales para consumo humano. 
En abril de 1987, los hijos Paul-Heinz y Erich Wesjohann adquirieron la participación mayoritaria en "Lohmann & Co. AG". Se creó el "Grupo Lohmann-Wesjohann", internacionalmente activo, con 3.400 empleados y una facturación total de alrededor de 1.500 millones de marcos alemanes. El desarrollo posterior se caracterizó por un compromiso con los Estados Unidos en la producción de vacunas y la adquisición de varias compañías en los nuevos estados federales alemanes. En 1995, PHW fue el primer productor de pollo en Alemania en ofrecer una garantía de origen para la marca "Wiesenhof". En 1996, "Lohmann Animal Nutrition" y "TAD Veterinarian" se fusionaron para formar "Lohmann Animal Health" (LAH). En 1997, las acciones del grupo estaban al 100% en posesión de la familia Wesjohann. Se funda la Fundación Heinz Lohmann.

### Desde la división hasta hoy
A finales de 1998, el "Grupo Lohmann-Wesjohann" se dividió entre las familias de los dos hermanos Paul-Heinz Wesjohann y Erich Wesjohann, y se creó el grupo PHW de hoy (PHW = iniciales del actual propietario de la compañía Paul-Heinz Wesjohann). 
El Grupo Erich Wesjohann, que se creó como resultado de la división, no pertenece al Grupo PHW, pero tiene estrechas relaciones comerciales con él y hasta 2015 también utilizó la marca "Wiesenhof". 
Lohmann SE y, por lo tanto, el fabricante de vacunas o aditivos para alimento animal, Lohmann Animal Health GmbH en Cuxhaven y Lohmann Animal Health International en Winslow, Maine (EE. UU.), se vendieron en el 2014 al fabricante estadounidense de medicamentos veterinarios "Elanco", una división de la compañía farmacéutica Eli Lilly.
En agosto de 2014, el Grupo PHW solicitó la autorización de la competencia para una participación estratégica o adquisición de la Faenadora holandés Esbro. Desde 2013, Esbro expandió sus instalaciones en Doetinchem-Wehl modernizándose y aumentando su capacidad productiva hasta 13.500 animales sacrificados por hora, una producción anual de 150.000 toneladas de carne y una facturación de 66 millones de euros. También uno de los mataderos de aves de corral más grandes de los Países Bajos. El 2015, Esbro amplió su capacidad de faena a 235.000 de aves diarias.
En la noche del 16 al 17 de febrero de 2015, la Faenadora de Donautal Geflügelspezialitäten, empresa de la filial de Wiesenhof Lohmann, en el Bajo Bávaro Bogen-Hofweinzier, con una capacidad de 250,000 matanzas diarias de aves de corral, una de las más grandes del sur de Alemania, sufrió daños graves por un gran incendio., El 31 de marzo el año 2016 se produjo la primera producción luego de la reconstrucción. En el transcurso de 2016, el número de animales sacrificados alcanzó el mismo nivel antes del incendio. Antes del incendio, había alrededor de 800 empleados en Bogen, de los cuales 534 eran empleados permanentes (una alta proporción en comparación con las condiciones habituales de la industria). 240 trabajadores fueron despedidos durante 2015.
A principios de 2016, el matadero Oldenburger Geflügelspezialitäten, que pertenece a Wiesenhof, recibió el permiso para aumentar su capacidad de 320,000 a más de 430,000 matanzas por día en Lohne, Baja Sajonia. El 28 de marzo el año 2016, se incendiaron al menos dos edificios de la fábrica. El incendio se desencadenó por una unidad de refrigeración defectuosa, hubo una pérdida de hasta 300 millones de euros. Hasta que se pueda reanudar la operación completa, se estima un período de uno a un año y medio. En respuesta al incendio, la compañía anunció que no podría retener parte de sus aproximadamente 1,200 empleados en Lohne. Ya en abril de 2016, los empleados de los departamentos de desmantelamiento y embalaje reanudaron su trabajo. No está claro cuántos trabajadores han reanudado su trabajo para Oldenburger Geflügelspezialitäten GmbH.

### Cumplimiento de los requisitos dietéticos islámicos.
Cada sacrificio en las Faenadoras propiedad de PHW se realiza de acuerdo con las normas dietéticas islámicas. Los mataderos han sido debidamente certificados después de que todos los mataderos se hayan alineado con la Meca. Antes de comenzar el proceso de matanza, un empleado musulmán proclama el nombre de Alá. El trasfondo de la conversión fue aumentar la participación en la exportación.

### Comida sin carne
Mientras tanto, el grupo también ofrece productos sin carne bajo la marca Wiesenhof. La compañía también quiere ofrecer a sus clientes la gama completa de productos. Según Wiesenhof, el grupo objetivo no son tanto los vegetarianos y veganos como el grupo de flexitarianos. Para los veganos, la empresa aseguró a principios de 2018, los derechos de distribución de "Beyond Meat".

### Otros
La compañía es uno de los cofundadores de la Universidad Privada de Ciencias Aplicadas y Academia de Oficio de Economía y Ciencias gGmbH (FHWT) en Vechta. 
Paul-Heinz Wesjohann fue de 1981 a 2001 como miembro de los diputados CDU del consejo del condado del distrito de Vechta, de los cuales fue 15 años presidente del grupo.
El Grupo PHW está haciendo campaña para desarrollar un proceso para extraer biocombustibles de la grasa de aves de corral, que se utilizará para operar sus propios camiones. De esta manera, se deben ahorrar los costos y reducir el consumo de combustibles fósiles.

## Marketing
A finales de 2007 fue Patrocinador en el ciclismo profesional, apoyando al "Equipo Wiesenhof" y luego al equipo el "Wiesenhof-Felt". 
En agosto de 2012, Werder Bremen anunció que Wiesenhof se convertirá en el nuevo patrocinador principal y patrocinador de la camiseta oficial. El contrato tiene una duración de dos años, con el club de fútbol de la Bundesliga para recibir de cinco a ocho millones de euros por temporada. Esta decisión causó una fuerte falta de comprensión entre los fanáticos de Werder y los activistas por los derechos de los animales.

## Premios
En 2001, el Grupo PHW recibió el Pan de Azúcar Dorado, un premio de la industria de la industria alimentaria. 
En octubre de 2004, el Ministerio de Protección al Consumidor de Baviera otorgó el premio de bienestar animal a los agricultores "Weidehähnchen", que trabajan exclusivamente para Wiesenhof. "Weidehähnchen" es la línea orgánica del Grupo PHW.